# みんなで歌おう'71〜'75
『みんなで歌おう'71〜'75』（みんなでうたおうななじゅういち〜ななじゅうご）は、1971年10月6日から1975年9月17日までTBS系列局で放送されていたTBS製作の歌謡番組である。正式名称は『セキスイハウス みんなで歌おう'××』で、××には西暦下2ケタの数字が入っていた。

## 概要
毎回スタジオに400人の観客を招いていた公開番組で、ゲスト歌手と観客が一体となってコーラスを繰り広げていた。基本的にはTBS（東京放送）旧本社Gスタジオからの生放送という形を取っていたが、地方の公会堂での収録放送になる場合もあった。
積水ハウスの一社提供番組（提供クレジット表記は「セキスイハウス」）であることから、番組中には同社のオープニングキャッチが流れた。また、番組のラストには「セキスイハウス ハウジングコーナー」という生CMが存在した。
これ以前にもTBSでは『みんなで歌おう!』という歌謡番組が放送されていたが、内容は本番組とは別物である。

## 放送時間
いずれも日本標準時。
- 水曜 21:00 - 21:30 （1971年10月6日 - 1973年9月26日）
- 水曜 19:30 - 20:00 （1973年10月10日 - 1975年9月17日） - 水曜21:30枠で放送されていた『水曜劇場 娘はむすめ』の30分繰り上げに伴い、放送時間を変更。

## 司会
- 初代0：井上順之（後の井上順）
- 初代0：尾崎紀世彦
- 初代0：千葉紘子
- 2代目：三橋達也
- 3代目：江利チエミ
- 4代目：和田アキ子

交代時期については不明。

## 主題歌
- 作詞：保冨康午 / 作曲：遠藤実 / 歌：司会者

## 備考
- 本番組は1975年9月17日の放送分が最後となったが、その翌週の24日にもプロ野球ナイター中継の雨傘番組として編成されていた。同日付の新聞のラジオ・テレビ欄には最終回マークが付されており、ナイターが中止になった場合にはこの最終回が放送される予定であったが、ナイターは予定通りに行われたために未放送に終わった。

## 放送局
特記の無い限り全て放送時間は水曜 21:00 - 21:30（1973年9月まで）→水曜 19:30 - 20:00（1973年10月から）、同時ネット。
- TBS（制作局）
- 北海道放送[2]
- 岩手放送[3]
- 東北放送[4]
- 福島テレビ[4]
- 新潟放送[5]
- テレビ山梨[6]
- 静岡放送[6]
- 中部日本放送[5]
- 朝日放送（1975年3月まで）→ 毎日放送（1975年4月の腸捻転解消から）
- 山陰放送[7]
- 山陽放送[8]
- 中国放送[8]
- テレビ山口（1973年10月以降のみ同時ネット）[9]
- テレビ高知[10]
- RKB毎日放送[11]
- 長崎放送[11]
- 熊本放送：火曜 18:00 - 18:30（ 『'75』の放送時点。水曜19:30枠で日本テレビ製作番組（『東芝ファミリーホール特ダネ登場!?』など）を放送していたための措置）
- 大分放送[12]
- 宮崎放送[13]
- 南日本放送[13]
- 琉球放送[14]

## 参考資料
- 読売新聞縮刷版[どれ?]

| TBS系列 水曜21:00枠 【本番組まで積水ハウス一社提供枠】 | TBS系列 水曜21:00枠 【本番組まで積水ハウス一社提供枠】                   | TBS系列 水曜21:00枠 【本番組まで積水ハウス一社提供枠】                                      |
| 前番組                                                 | 番組名                                                                   | 次番組                                                                                      |
| ------------------------------------------------------ | ------------------------------------------------------------------------ | ------------------------------------------------------------------------------------------- |
| ヒット歌謡No.1 （1970年4月1日 - 1971年9月29日）        | みんなで歌おう'71 ↓ みんなで歌おう'73 （1971年10月6日 - 1973年9月26日）  | 水曜劇場 娘はむすめ （1973年10月3日 - 1974年1月9日） ※21:00 - 21:55 【水曜21:30枠から移動】 |
| TBS系列 水曜19:30枠 【本番組から積水ハウス一社提供枠】 |                                                                          |                                                                                             |
| ママはライバル （1972年10月4日 - 1973年9月26日）       | みんなで歌おう'73 ↓ みんなで歌おう'75 （1973年10月10日 - 1975年9月17日） | 七つの文字 （1975年10月1日 - 1976年3月24日）                                                |
| 朝日放送 水曜19:30枠                                   |                                                                          |                                                                                             |
| ママはライバル （1972年10月4日 - 1973年9月26日）       | みんなで歌おう'73 ↓ みんなで歌おう'75 （1973年10月10日 - 1975年3月）     | 少年徳川家康 （1975年4月9日 - 9月17日）                                                     |
| 毎日放送 水曜19:30枠                                   |                                                                          |                                                                                             |
| ベスト30歌謡曲 （1974年10月2日 - 1975年3月26日）       | みんなで歌おう'75 （1975年4月 - 9月17日）                                | 七つの文字 （1975年10月1日 - 1976年3月24日）                                                |